# Masurius Sabinus
Masurius Sabinus var en romersk rättslärd under kejsare Tiberius tid (14–37 e.Kr.) och tre efterföljande regeringar.
Han var elev till Gaius Ateius Capito, som var anomalist till skillnad mot analogisten Marcus Antistius Labeo. Det innebär att han bestred att allmängiltiga regler kunde användas inom rättens område. Masurius Sabinus fullföljde Atejus Capitos system, och efter dess kallades lärans anhängare sabinianer. Han skrev bland annat tre böcker om civilrätten, som därefter flitigt kommenterades och därför fick betydelse för Digesta, sammanställningen av de romerska lagarna.